# 류샤오 (펜싱 선수)
류샤오(중국어 간체자: 刘晓, 정체자: 劉曉, 병음: Liú Xiǎo, 한자음: 유효, 1987년 11월 8일~)는 중화인민공화국의 펜싱 선수로 주 종목은 사브르이다. 그는 2012년 하계 올림픽에서 남자 사브르 개인전과 단체전에 출전하였다. 그러나, 그는 개인전 32강에서 이탈리아의 디에고 오키우치에 9-15로 패해 탈락하였고, 단체전에서는 6위를 기록하였다.